# Kanton La Souterraine
Kanton La Souterraine (francouzsky Canton de La Souterraine) je francouzský kanton v departementu Creuse v regionu Limousin. Tvoří ho 10 obcí.

## Obce kantonu
- Azerables
- Bazelat
- Noth
- Saint-Agnant-de-Versillat
- Saint-Germain-Beaupré
- Saint-Léger-Bridereix
- Saint-Maurice-la-Souterraine
- Saint-Priest-la-Feuille
- La Souterraine
- Vareilles